# Neritodes
Neritodes là một chi bướm đêm thuộc họ Geometridae.